# Holzdorf (Schleswig-Holstein)
Pour les articles homonymes, voir Holzdorf.
Holzdorf (en danois: Holstoft) est une municipalité allemande située dans le land du Schleswig-Holstein et dans l'arrondissement de Rendsburg-Eckernförde. En 2015, sa population est de 864 habitants.